# 屏東縣文化資產保護所
屏東縣文化資產保護所（簡稱屏東文資所），是屏東縣政府所屬二級機關，是屏東縣文化資產專責機關，2014年1月25日由屏東縣政府文化處文化資產科改制而成，位於屏東縣屏東市高雄區農業改良場之農業資料館內。屏東縣是全臺灣除五都外第一個成立文資專責單位的縣市。

## 歷史
- 2013年8月30日，屏東縣政府訂定發布《屏東縣文化資產保護所組織規程》與《屏東縣文化資產保護所編制表》[2]，成為屏東文資所成立的法律依據。
- 2014年1月25日，屏東文資所與農業資料館同日揭牌成立。
- 2014年「鳥瞰屏東的古蹟風華」古蹟日活動/攝影展[3][4]。
- 2014年11月至2015年1月：「人與地方誌－社區劇場工作坊」第一期[5]。

## 組織
- 有形資產組：掌理有形文化資產之提報、管理與保存維護。
- 無形資產組：掌理無形文化資產之提報、管理與保存維護。

## 外部連結
- 屏東縣文化資產保護所 （页面存档备份，存于）